# Saurauia zamboangensis
Saurauia zamboangensis är en tvåhjärtbladig växtart som beskrevs av Elmer Drew Merrill. Saurauia zamboangensis ingår i släktet Saurauia och familjen Actinidiaceae. Inga underarter finns listade i Catalogue of Life.